# Bowers & Wilkins
Bowers & Wilkins (B&W) — частная британская компания, производитель акустических систем высокого класса, наушников и аудиосистем для автомобилей.
Основана в 1966 году Джоном Бауэрсом (John Bowers), Питером Хейуордом (Peter Hayward) и Роем Уилкинсом (Roy Wilkins).
Штаб-квартира компании расположена в городе Уэртинг, там же находится часть производства и расположен учебный центр компании.

## Деятельность и продукция

### Домашние аудиосистемы
B&W выпускает полный спектр акустических систем на динамиках собственного производства (для референсных систем), включая динамики Nautilus, и системы домашнего кинотеатра Panorama.

### Наушники
Компания имеет модельный ряд высококачественных наушников (серии P3, P5, P7).

### Мобильная акустика
C 2010 года Bowers & Wilkins активно работает в направлении портативной акустики — вначале для плееров, а затем и для смартфонов Apple. В популярной B&W Zeppelin Air используется беспроводная система AirPlay от Apple.
Также производится портативная Bluetooth-акустика для смартфонов, плееров и ноутбуков — Bowers & Wilkins T7. 

### Автозвук
С 2007 года Bowers & Wilkins сотрудничают с брендом Jaguar в разработке аудиосистем для автомобилей. Тогда компания Bowers & Wilkins создала аудиосистему для автомобиля Jaguar C-XF, и в дальнейшем фирмы продолжили сотрудничество, создавая аудиосистемы для XJ, XK и XF. 

В настоящее время B&W работает с Maserati, обеспечивая звук для его Quattroporte и нового Ghibli. 
Bowers & Wilkins также сотрудничали с Volvo в разработке дополнительной премиальной автомобильной аудиосистемы для нового Volvo XC90 2016 года. 

Звуковая система Bowers & Wilkins также присутствует в серии G11 BMW 7 и BMW X5.

Продукция более доступных серий выпускается на азиатских площадках (у Bowers & Wilkins есть фабрика в Китае, которая, в отличие от многих конкурентов, размещающих OEM-заказы на китайских предприятиях, полностью принадлежит B&W Group); 
часть продукции (референсного класса) производится на британском предприятии, на неё ставится надпись «Made in Great Britain».

## История
Компания основана в 1966 году Джоном Бауэрсом (John Bowers), Питером Хейуордом (Peter Hayward) и Роем Уилкинсом (Roy Wilkins).
Первая акустическая система компании P1 (1967) оказалась успешной, и Джон Бауэрс потратил полученную прибыль на приобретение комплекта аудиооборудования для тестирования — осциллографа и перьевого самописца — позволивший проставлять собственный сертификат калибровки на каждую колонку, продаваемую B&W Loudspeakers Ltd.
P1 была модернизирована в P2, которая имела такой же вид, но использовала другой динамик. 1968 год — системы DM1 (Domestic Monitor) и DM3. Однако реальной целью Джона Бауэрса было полное проектирование и создание акустической системы собственными силами. 
Эта цель была достигнута в 1969 году, когда на свет появилась акустическая система DM70 — одна из основных вех в истории Bowers & Wilkins, и первая, полностью собранная на фабрике B&W. DM70 имела электростатические ВЧ- и СЧ-динамики и корпус необычной, изогнутой формы.
Отзывы были исключительно положительными, что способствовало значительному росту продаж, а также открыло дорогу Bowers & Wilkins на рынок Европы и всего мира. 
К 1973 году экспорт составлял 60 % всей продукции Bowers & Wilkins, что привело к получению компанией первой королевской премии в области промышленности.
В 1972 компания перенесла производство в более просторное здание в том же городе, а в старом решили оставить офис. Тогда же с Bowers & Wilkins начинает сотрудничать Кеннет Грейндж (Kenneth Grange), один из основателей компании Pentagram и ведущий дизайнер Великобритании того времени. Одна из самых ярких работ Кеннета вместе с B&W — дизайн серии колонок Signature Diamond. 
Дизайн колонок B&W DM6 — первых в мире, в которых применялись динамики из кевлара, также принадлежал Кеннету. Изготовленные в 1976 году, эти АС отличались необычной, запоминающейся формой.
Следующий шаг на пути улучшения звука был сделан в 1977 году, когда в компании решили отделить высокочастотный динамик (твитер) от основного корпуса и размещать его в отдельном боксе сверху. Данный формат размещения твитера компания использует в своих решениях и по сей день, но первой колонкой с такой компоновкой стала B&W DM7. 
В 1979 году B&W изготовила колонку 801, открывшую целую эру высококачественной Хай-энд акустики. Колонки «восьмисотой серии» (800 Series Diamond) и поныне остаются топовой серией компании. 
1993 —  после целых пяти лет фундаментальных исследований инженеры B&W создали акустическую систему Nautilus класса Хай-энд, с необычной формой корпуса в виде моллюска и рядом конструктивных особенностей. Главное новшество акустики – нагрузочные трубы Nautilus.
В 1997 году компания представила ещё одно оригинальное решение, используемое в дальнейшем постоянно — Flowport (фирменная разновидность порта фазоинвертора). 
1998 год — важная веха в истории компании, связанная с выпуском Nautilus 800 Series — одной из самых популярных в профессиональных кругах серии акустических систем. Восьмисотая серия используется в музыкальных студиях по всему миру, в частности в Abbey Road Studios.
В дальнейшем восьмисотая серия станет одной из ведущих для Bowers & Wilkins, именно с ней связано множество разработок, именно в 800 Series компания применяла весь свой огромный опыт в создании акустики и именно эта серия по сей день постоянно улучшается и развивается. 
С 2005 года компания решила использовать для своих АС твитеры с куполами из искусственно выращенных алмазов. 
В 2010-х фирма выходит на рынок мобильной акустики, выпуская Zeppelin Air (2011) и линейки наушников (беспроводные вкладыши и накладные модели).
Октябрь 2020: компания Sound United LLC, владеющая брендами Denon, Polk Audio, Marantz, Definitive Technology, Classé, и Boston Acoustics, сообщила о закрытии сделки по приобретению Bowers & Wilkins.

Джефф Эдвардс станет президентом бренда Bowers & Wilkins.

## Применяемые технологии
- Материал диффузора:  кевлар (c 1974 года) и (c 2016 года) новая оригинальная разработка компании —  “континуум” (continuum).
- Материал Rohacell — сэндвич, из которого с 2003 года изготавливаются диффузоры низкочастотных драйверов колонок; теперь и решение Aerofoil — у диффузора переменное сечение по радиусу — он толще в середине и тоньше в местах крепления к корзине и катушке, что улучшает контроль излучения звуковых волн динамиком.
- Купол твитера из искусственного алмаза (совместная разработка Bowers & Wilkins и компании De Beers), все остальные компоненты высокочастотника — катушка, подвес, сам корпус — остались неизменными.
- Корпус для среднечастотного излучателя из алюминия, заменившего композитный материал марлан. Подвес по технологии FST (кольцо из вспененного материала, чьи механические свойства точно согласованы со свойствами плетёного кевлара)[3]
- Использование более мощных вычислительных и программных ресурсов при проектировании и моделировании корпусов акустических систем позволило существенно улучшить поведение корпусов АС при работе.
- Фирменная система внутренних распорок Matrix, увеличивающая жёсткость конструкции корпуса и эффективно устраняющая внутренние резонансы; выполняется из фанеры и металлических элементов, а не из МДФ, как раньше.

## Собственники и руководство
Основные владельцы компании Bowers & Wilkins:
- Председатель совета директоров компании — Джо Аткинс.
- Главный управляющий — Джон Бауэрс.